# Ritter Blaubart (Film)
Ritter Blaubart ist eine Studioaufzeichnung der DEFA, im Auftrag des Fernsehens der DDR, von Walter Felsensteins Inszenierung der Operette Blaubart in drei Akten von Jacques Offenbach an der Komischen Oper Berlin.

## Handlung
Da es sich hierbei um die Bühneninszenierung handelt, siehe: Blaubart (Operette)

## Produktion
Die Bearbeitung von Walter Felsenstein und Horst Seeger basiert auf dem von Henri Meilhac und Ludovic Halévy geschaffenen Libretto. Die Inszenierung hatte ihre Premiere am 24. September 1963 an der Komischen Oper Berlin und wurde dort bis zum Beginn der Dreharbeiten bereits in 163 Aufführungen gezeigt. Das Orchester der Komischen Oper Berlins stand unter der Leitung von Karl-Fritz Voigtmann. Die Kostüme entwarf Helga Scherff und das Bühnenbild schuf Paul Lehmann, in Anlehnung an die Bühnenausstattung von Wilfried Werz.
Die Aufzeichnung der Operette erfolgte als Farbfilm in den DEFA-Studios für Spielfilme in Potsdam-Babelsberg. Im Kino wurde der Film das erste Mal am 27. April 1973 in einer festlichen Voraufführung im Berliner Kino International gezeigt. Die Erstsendung im Fernsehen erfolgte am 10. Juni 1973 im 1. Programm des Fernsehen der DDR.
Eine restaurierte Fassung aus dem Jahr 2008 ist als DVD erhältlich.

## Kritik
Hansjürgen Schaefer stellt im Neuen Deutschland fest: 

„Insgesamt aber bietet dieser ‚Bildschirm‘-Blaubart nicht nur willkommene Möglichkeit, das Meisterwerk Offenbachs in der Deutung durch Walter Felsenstein Millionen nahezubringen. Er erreicht auch eine neue, eigene künstlerische Qualität und dürfte für die Fernseh-Opernarbeit ebensoviel weiterweisende Anregungen zu bieten haben wie sein Bühnenoriginal für die Musiktheaterarbeit bereits geboten hat.“

Mimosa Künzel schreibt in der Neuen Zeit fest:

„Im bombastischen Bühnenbild mit den faszinierenden Kostümen gibt es grandiose Farbakkorde in Dur und Moll. Agiert und gesungen wird mit spielerischer Eleganz.“

In der Berliner Zeitung war von Gisela Herrmann zu lesen:

„Schon der heitere Vorspann-Überfall der ‚Komischen Oper‘ ins DEFA-Atelier machte den Zuschauer ganz einfach gespannt und stimmte ihn vorzüglich aufs prickelnd-parodistische Meisterstück ein. So kostete man ein großes künstlerisches Ereignis des Musiktheaters aus, indem man es so nahm, wie es die einfallsreiche Regie, die nicht nur hervorragend singenden, sondern auch ungemein lebendig agierenden Solisten und die aktionsreiche Kamera gaben: als witzige, ironische, charmante Geschichte. Ein wirklich großer Abend also, weil wahrhaft nicht für den Opernkenner allein wirksam.“

Das Lexikon des internationalen Films schreibt, dass es sich hier mehr um eine Dokumentation der großen Inszenierung, als um eine filmische Interpretation der Oper handelt. Dennoch ist der Film hochgradig Sehens- und Hörenswert.